# Lepidopilum frondosum
Lepidopilum frondosum är en bladmossart som beskrevs av Mitten 1869. Lepidopilum frondosum ingår i släktet Lepidopilum och familjen Daltoniaceae. Inga underarter finns listade i Catalogue of Life.